# محطة قطار سوق الحد
محطة قطار سوق الحد هي محطة قطارات بسوق الحد التابعة لدائرة الثنية في ولاية بومرداس تقع قرب مغارات سوق الحد ووادي يسر، وتنطلق منها أنواع عديدة من القطارات على اختلاف درجاتها إلى جميع نواحي الجزائر.

## التاريخ

### الإنشاء
تم البدء في إنشاء محطة قطار سوق الحد أثناء الاحتلال الفرنسي للجزائر بعد المصادقة على مشروع «خط سكة حديد من الحراش إلى الرغاية» بتاريخ 20 ديسمبر 1877م.
وتم تدعيم مكانة هذه المحطة بعد المصادقة الأخرى على مشروع خط سكة حديد من الرغاية إلى الثنية بتاريخ 3 ديسمبر 1878م.
وتكفلت شركة السكك الحديدية للشرق الجزائري بإنجاز هذا المشروع إلى غاية شهر سبتمبر 1881م.
وتم إنهاء بناء محطة قطار سوق الحد وتدشينها بتاريخ 25 سبتمبر 1881م أثناء إنجاز خط سكة حديد من الجزائر إلى سكيكدة.

### الازدواجية
تمت برمجة إعادة بناء محطة قطار سوق الحد وترقية سكة حديدها من مسار فردي إلى مسار مزدوج في العام 1987م.
وتم إرجاء هذا التحديث إلى حين إنجاز العديد من المشاريع خاصة في ضاحية الجزائر ما بين الحراش والثنية على مسار مزدوج.
وستشارك العديد من الشركات بالتقانة والتجربة في تطوير محطة قطار سوق الحد ومحيطها، عبر مراحل التخطيط والهندسة المدنية المتخصصة وإشارات السكك الحديدية وسكة الحديد المكهربة · .

### الكهربة
يُعتبر خط سكة الحديد الذي يعبر محطة قطار سوق الحد من أهم خطوط السكة الحديدية في الجزائر بمعدل 63 قطارا لنقل المسافرين يوميا.
وقد تمت برمجة تحويل سكة حديد هذه المحطة إلى سكة حديد مكهربة بجهد كهربائي شدته 25 000 فولط ما بين محطة قطار الثنية ومحطة قطار بني منصور على مسافة 120 كلم.
وستقوم الشركة الوطنية للنقل بالسكك الحديدية، مع شركات أخرى، بتطوير إشارات السكك الحديدية والاتصالات بين القطارات على مستوى هذه المحطة وهذا الخط المكهرب · .

## الخطوط والمحطات الموصولة

### خط سكة حديد من ثنية إلى بني منصور
|  |   |  | محطات القطار | البلديات            | الربط بالقطار والترامواي                                                         | الربط بالمترو |
|  | - |  | ------------ | ------------------- | -------------------------------------------------------------------------------- | ------------- |
|  | ● |  | الثنية       | الثنية              | • القصبة • الحراش • دلس • وادي عيسي                                              |               |
|  | ● |  | سوق الحد     | سوق الحد            |                                                                                  |               |
|  | ● |  | بني عمران    | بني عمران           |                                                                                  |               |
|  | ● |  | عمال         | عمال                |                                                                                  |               |
|  | ● |  | الأخضرية     | الأخضرية            |                                                                                  |               |
|  | ● |  | قادرية       | قادرية              |                                                                                  |               |
|  | ● |  | عمر          | عمر                 |                                                                                  |               |
|  | ● |  | البويرة      | البويرة             |                                                                                  |               |
|  | ● |  | الأصنام      | الأصنام             |                                                                                  |               |
|  | ● |  | بشلول        | بشلول               |                                                                                  |               |
|  | ● |  | العجيبية     | العجيبية            |                                                                                  |               |
|  | ● |  | الحانيف      | الحانيف             |                                                                                  |               |
|  | ● |  | بني منصور    | بني منصور (الجزائر) | • خط سكة حديد من الجزائر إلى سكيكدة • خط سكة حديد من بني منصور إلى بجاية • بجاية |               |

## الموقع
تقع «محطة قطار سوق الحد» غير بعيد عن الشريط الساحلي لولاية بومرداس على بعد 14 كلم إلى الجنوب من ميناء زموري، وعلى بعد 4 كلم إلى الغرب من سد بني عمران وعلى بعد 3.5 كلم إلى الجنوب الشرقي من سد الثنية.
وهذا الموقع الرائع في جبال الخشنة المطلة على الشريط الساحلي والواجهة البحرية الزواوية، يجعل منه موقعا استراتيجيا مقابلا للطريق الوطني رقم 5.
تقع «محطة قطار سوق الحد» على بعد 13 كلم إلى الجنوب الشرقي من مدينة بومرداس، وتطل على وادي يسر.
وتقع هذه المحطة قرب مرتفعات منطقة القبائل.

## الاستعمال
كانت محطة قطار سوق الحد مخصصة لنقل خام الحديد من منجم مغارات سوق الحد إلى غاية ميناء الجزائر عبر محطة قطار القصبة.
ذلك أن مغارات سوق الحد تحتوي أعماقها على العديد من المعادن التي جعلت الاحتلال الفرنسي يحولها إلى منجم هام في منطقة الثنية.
فكانت كميات من الحصى المخلوط بمعدن المرو تستخرج من دهاليز هذه المغارات.
كما تم تطوير المنجم لاستخراج خام الحديد الذي كانت سكة حديدية تنقله إلى مشارف سفح بلدية سوق الحد ليتم إنزال المعدن الحديدي الخام بواسطة مصعد هوائي إلى غاية محطة قطار سوق الحد الخاصة بسكة الحديد.
وقد تم تطوير المساحة المحاذية لمدخل مغارات سوق الحد ابتداء من العام 1951م من أجل استخراج وتجميع كميات الهيماتيت، والشيست، والكوارتزيت.
وكانت عربات القطار تنقل هذه المعادن الخام من محطة قطار سوق الحد إلى غاية محطة قطار القصبة قصد إيصالها إلى مصانع التحويل.
ويتميز المعدن الخام المستخرج من هذه المغارات باحتوائه كمية متوسطة من أكسيد الحديد والبيريت والريوليت والميكاشيست  · .

## مكتبة الصور

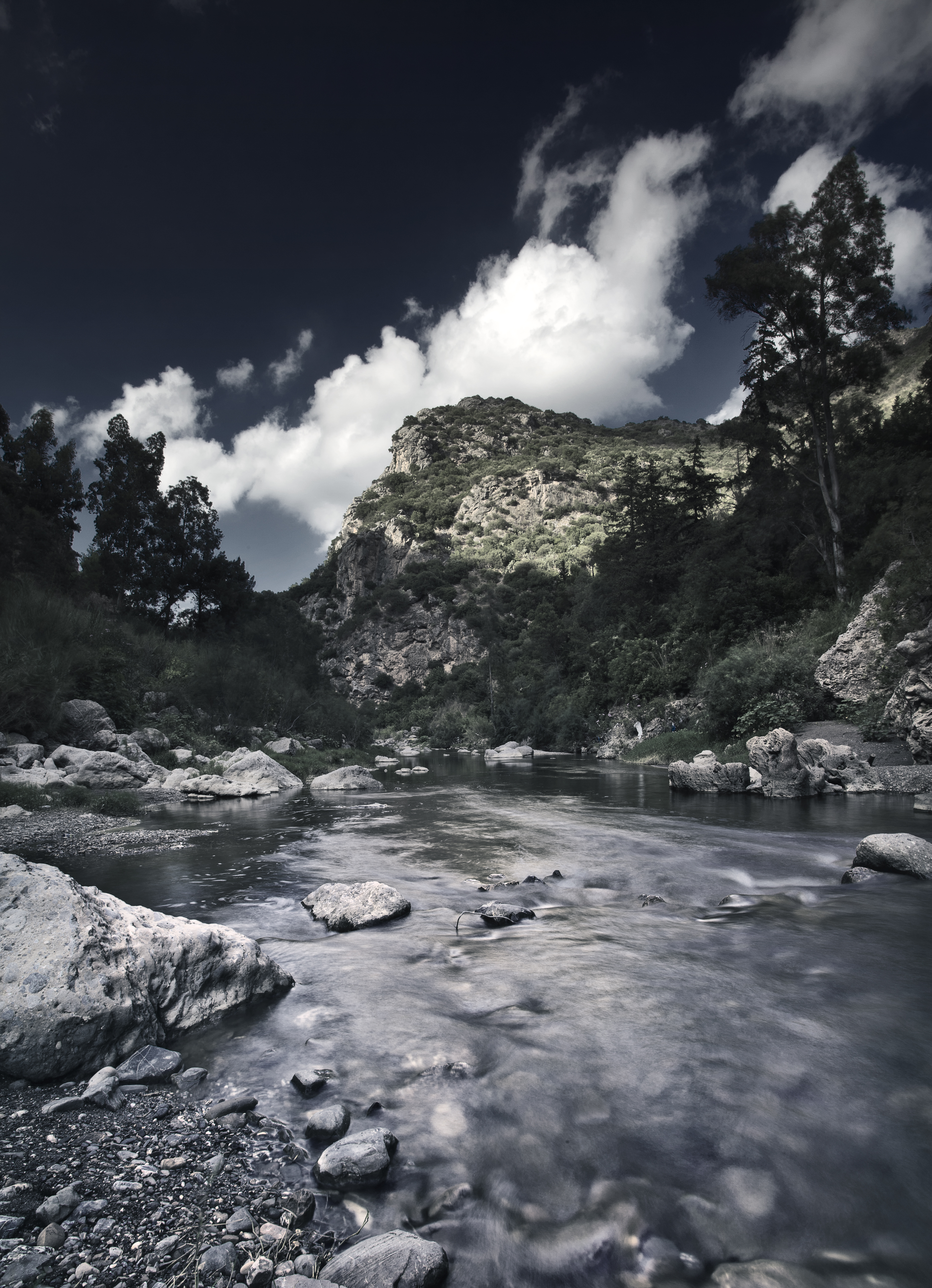
مجرى وادي يسر
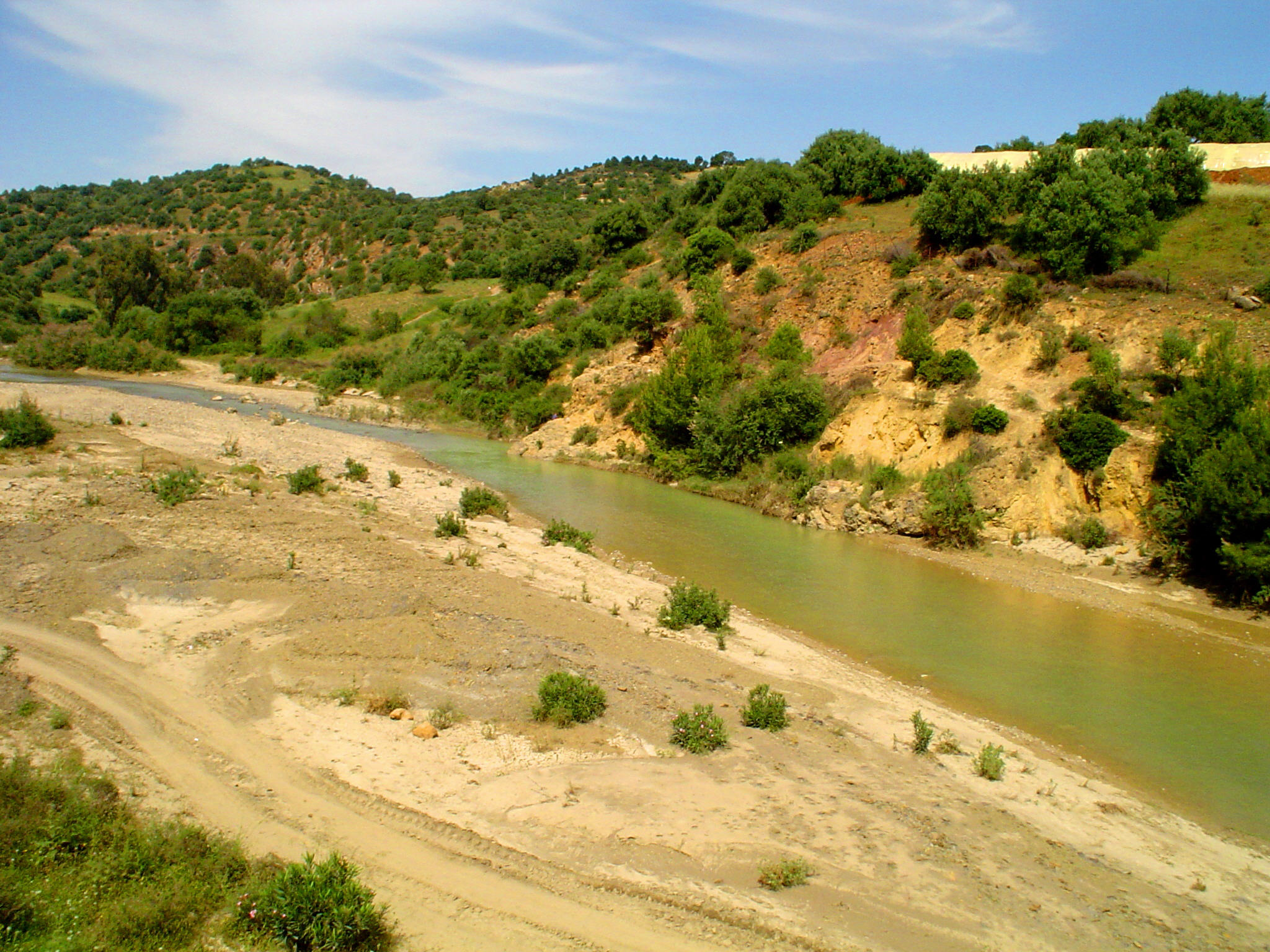
مجرى وادي يسر
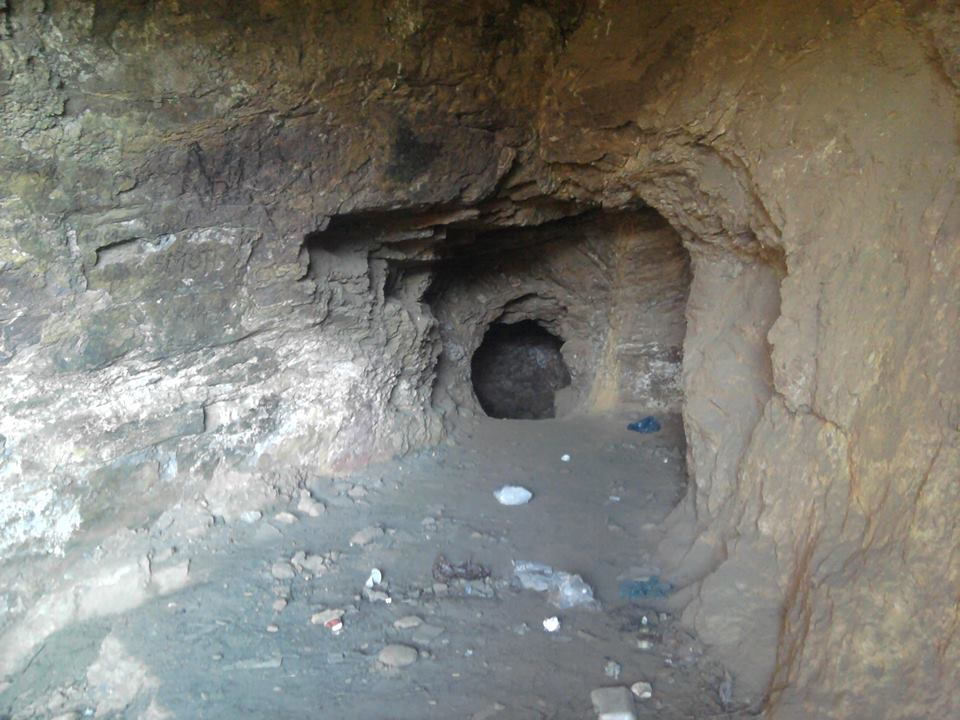
ممرات مغارات سوق الحد
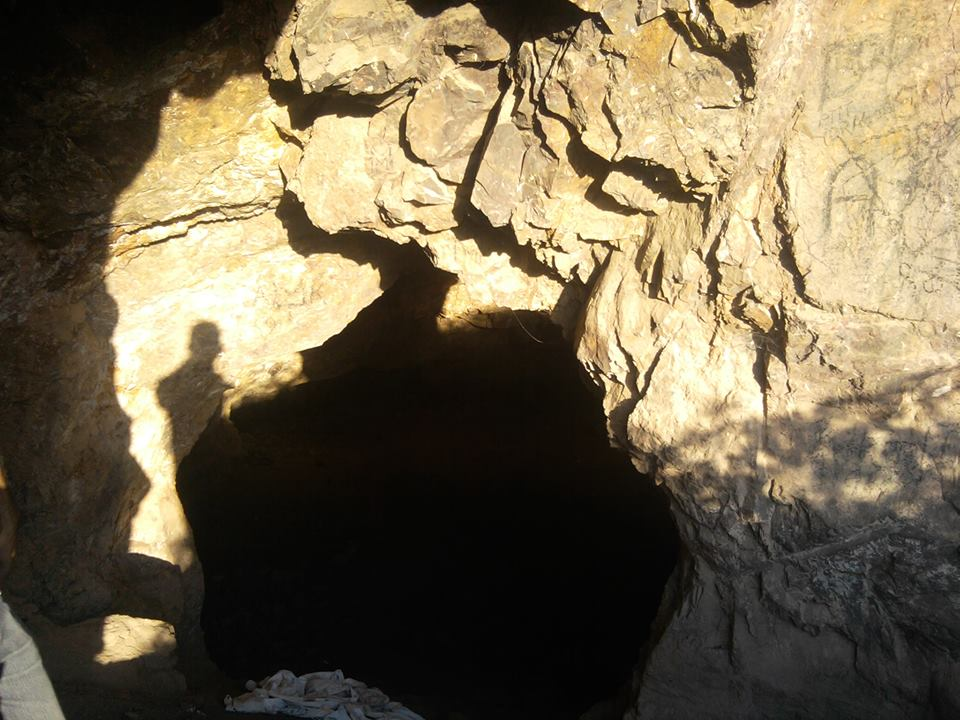
مدخل مغارات سوق الحد
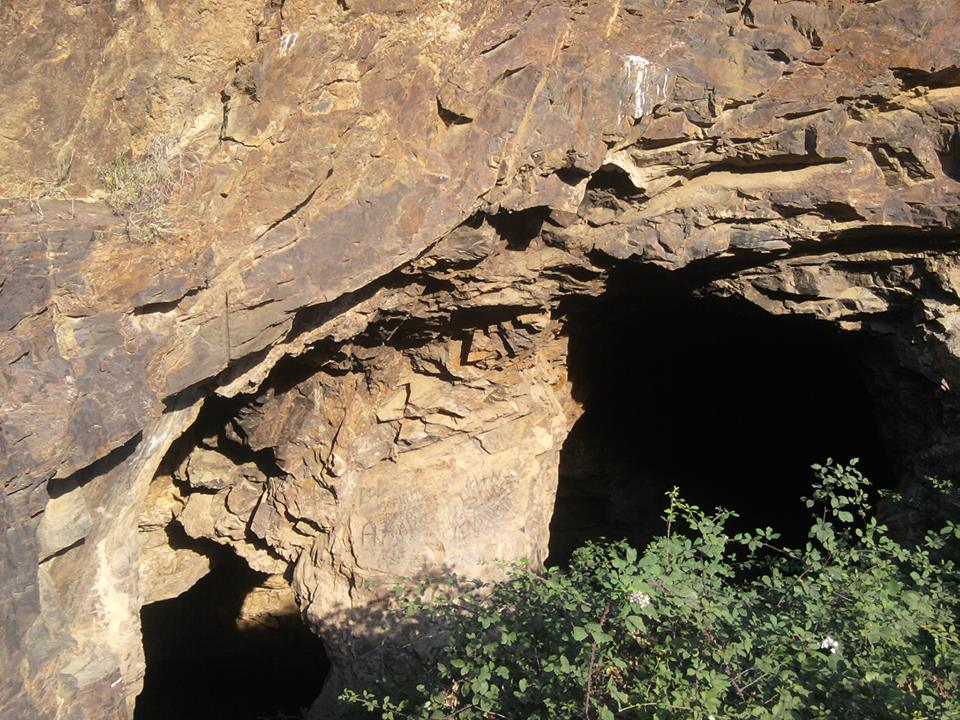
مدخل مغارات سوق الحد
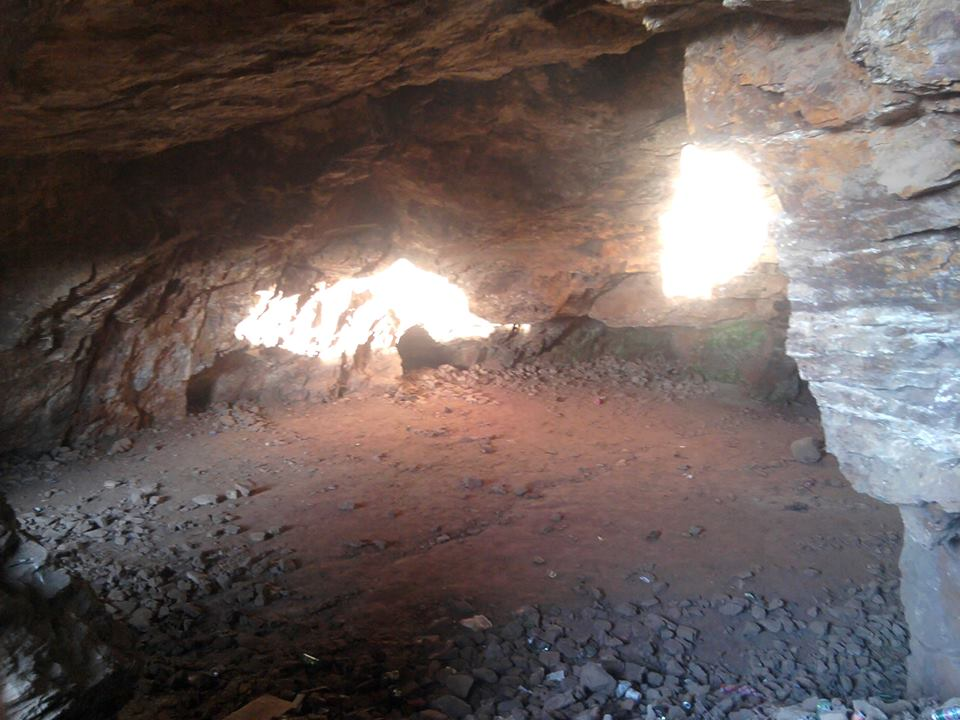
حجرة مغارات سوق الحد
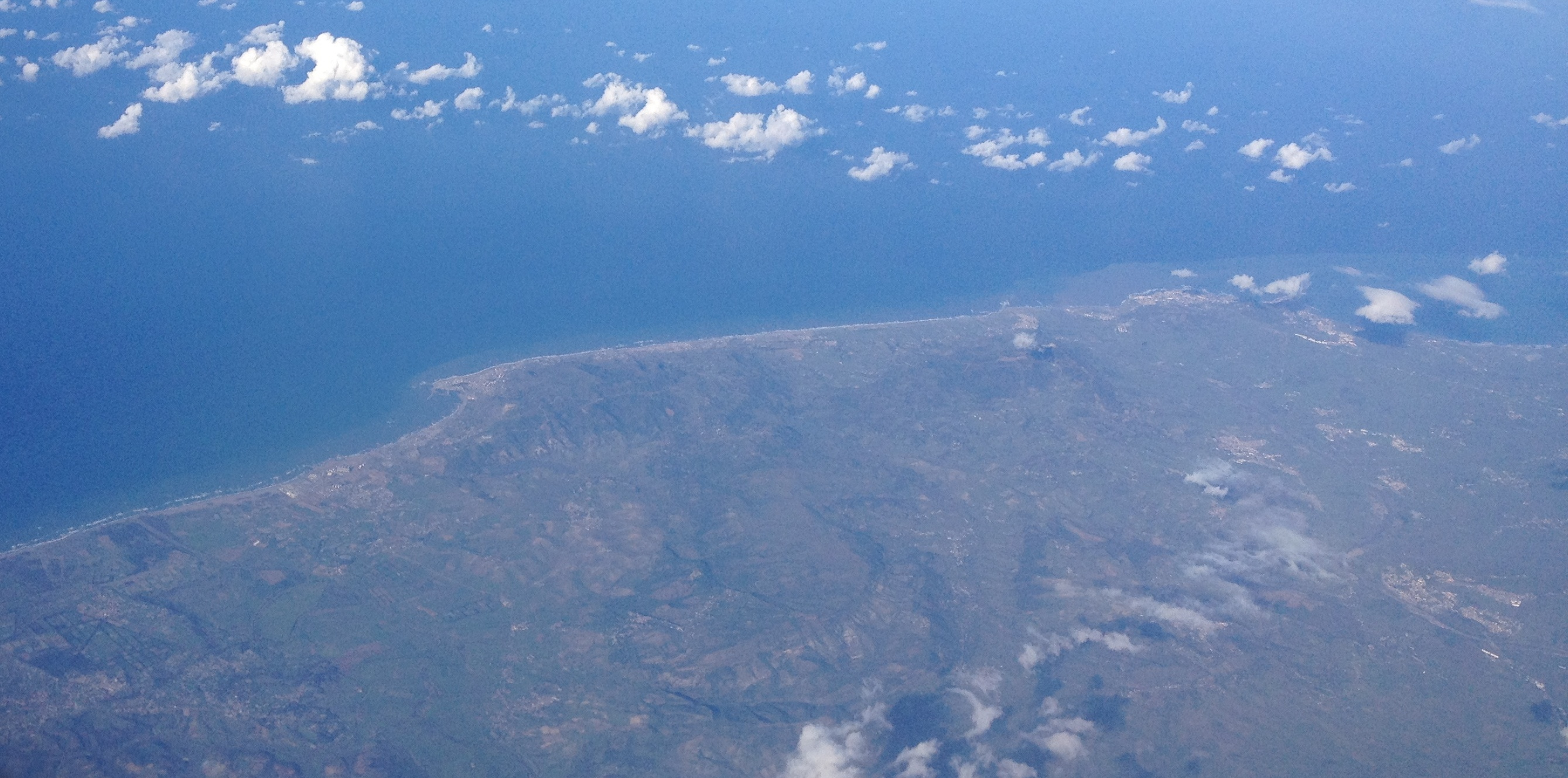
مصب وادي يسر
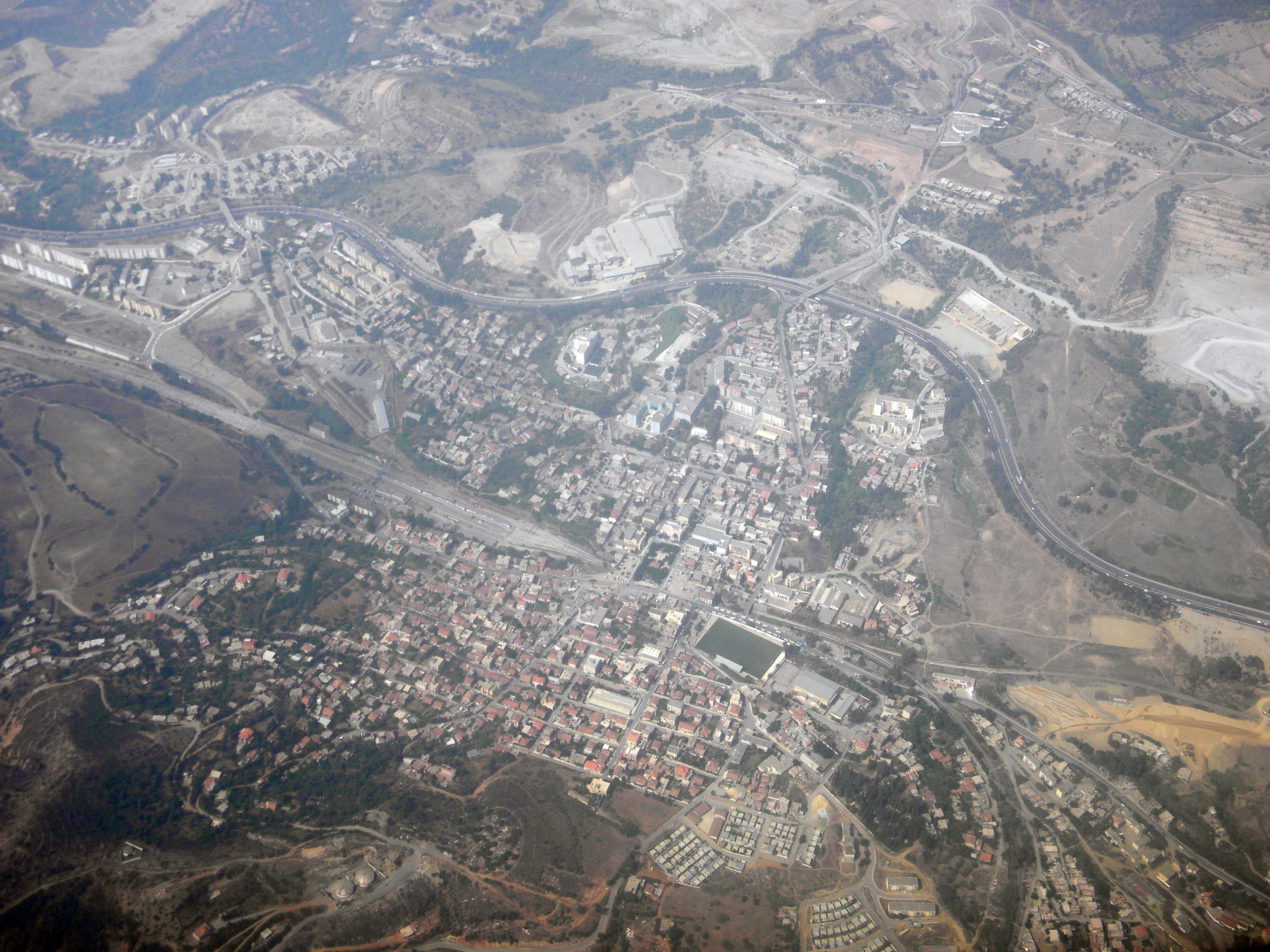
الثنية
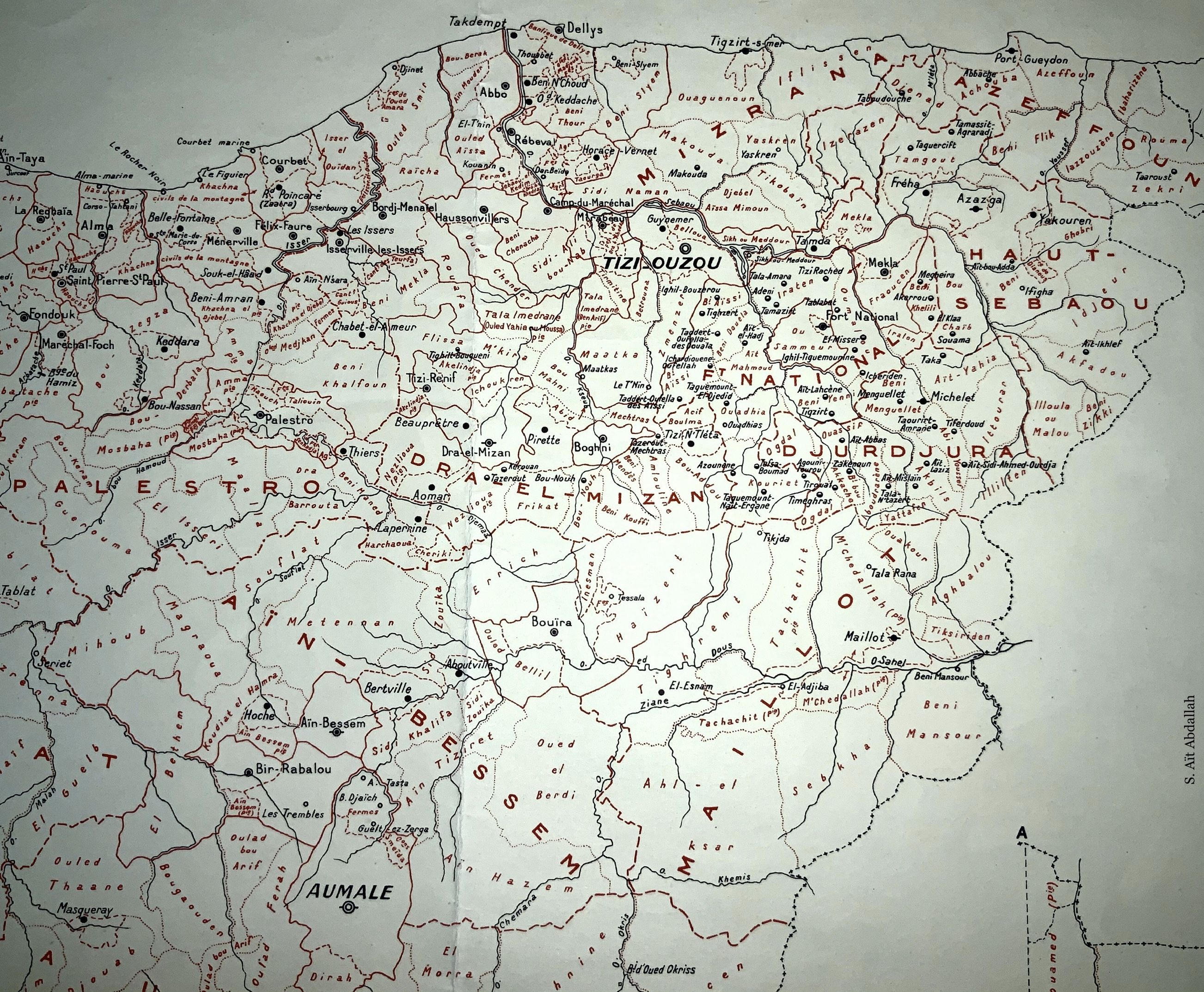
منطقة القبائل
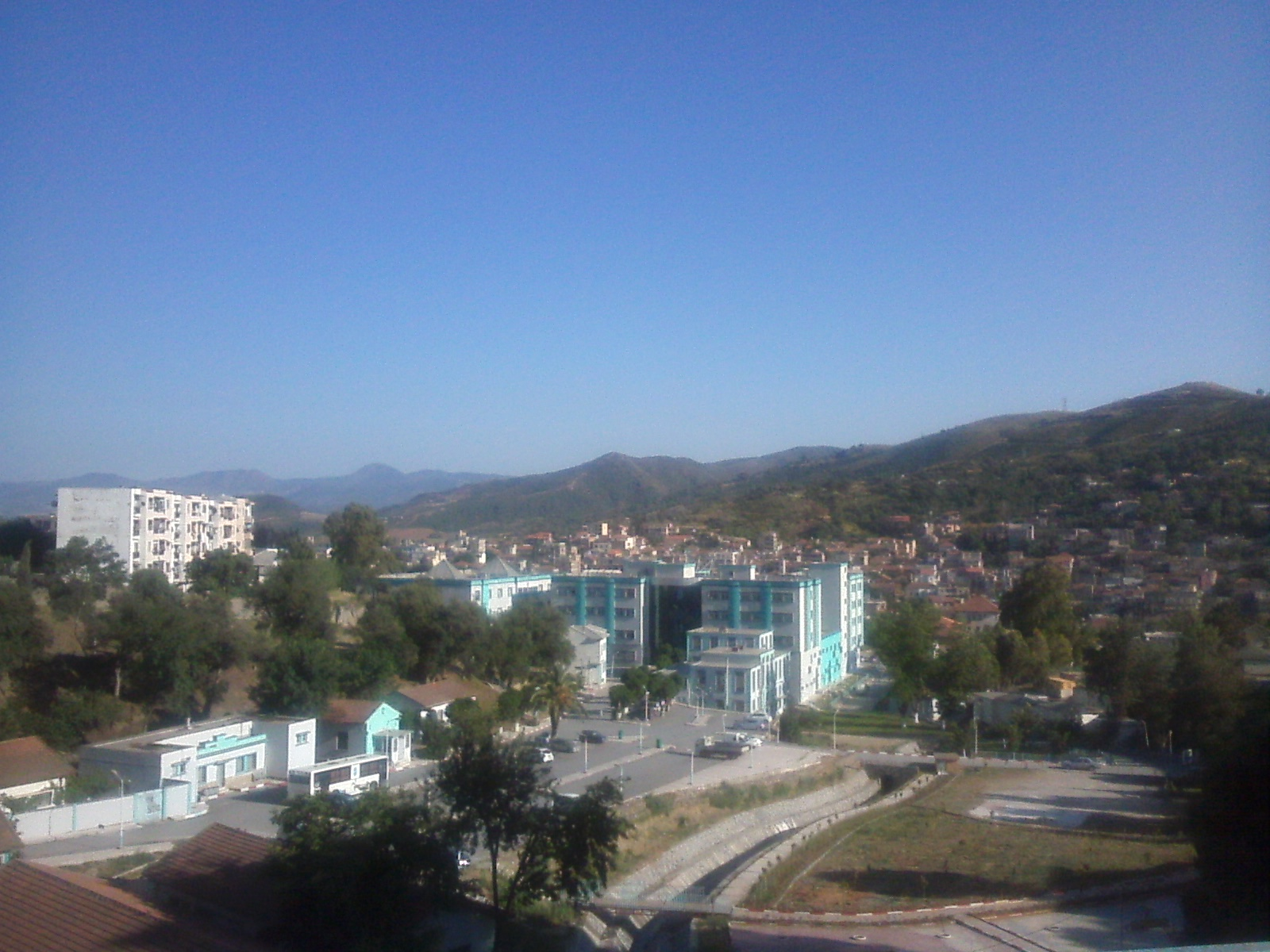
مستشفى الثنية[الفرنسية]
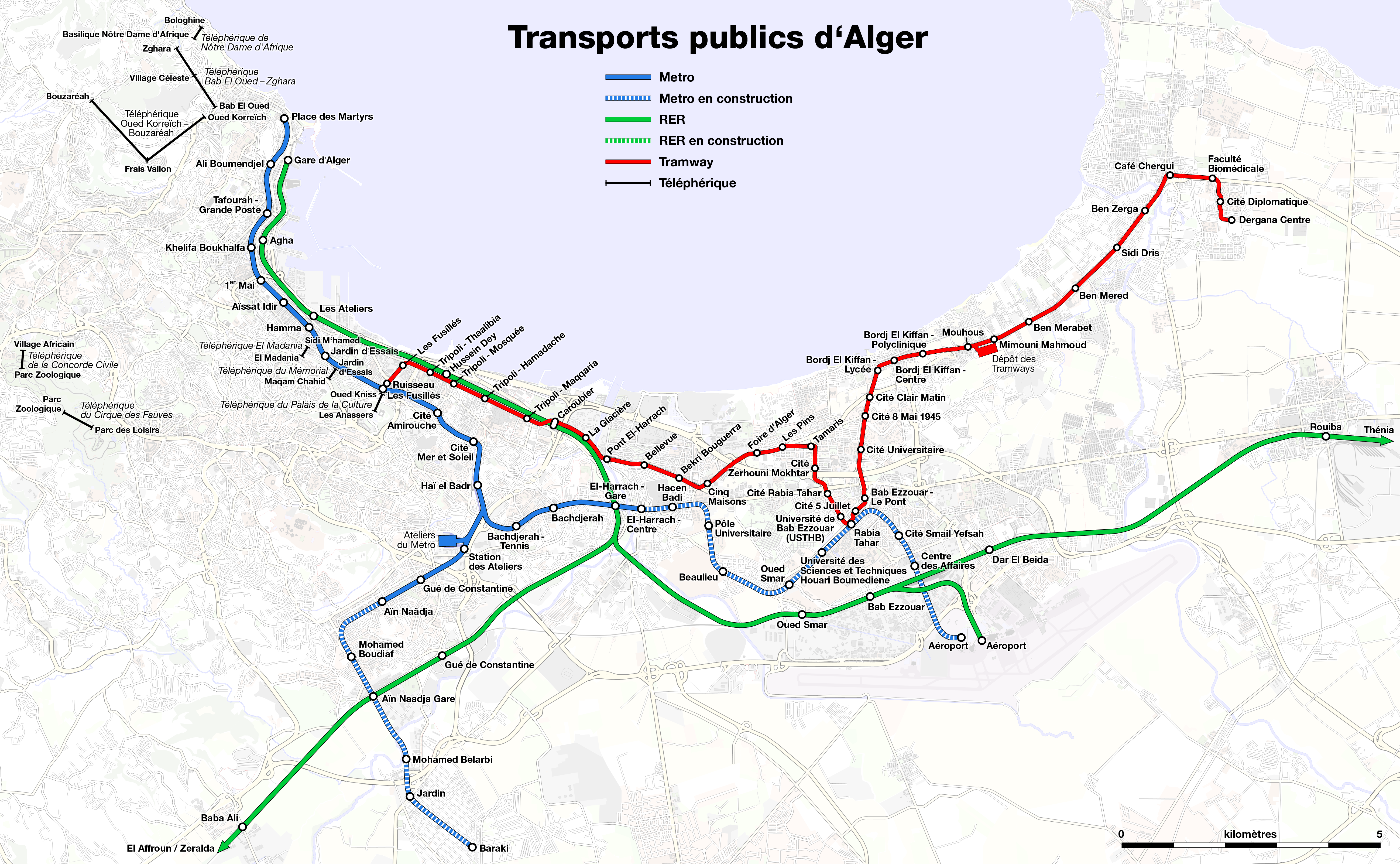
مترو الجزائر وترامواي الجزائر العاصمة
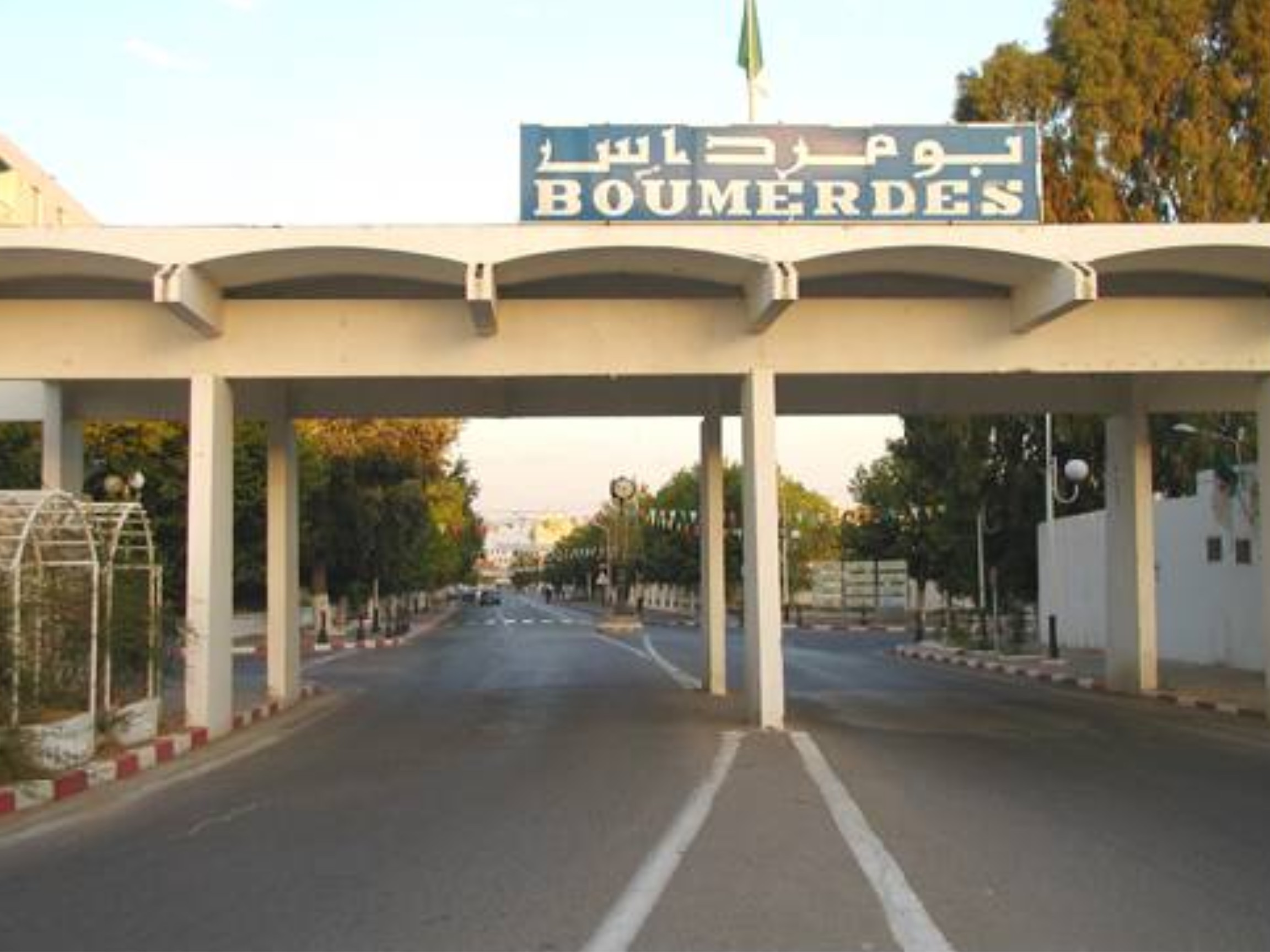
النقل في ولاية بومرداس
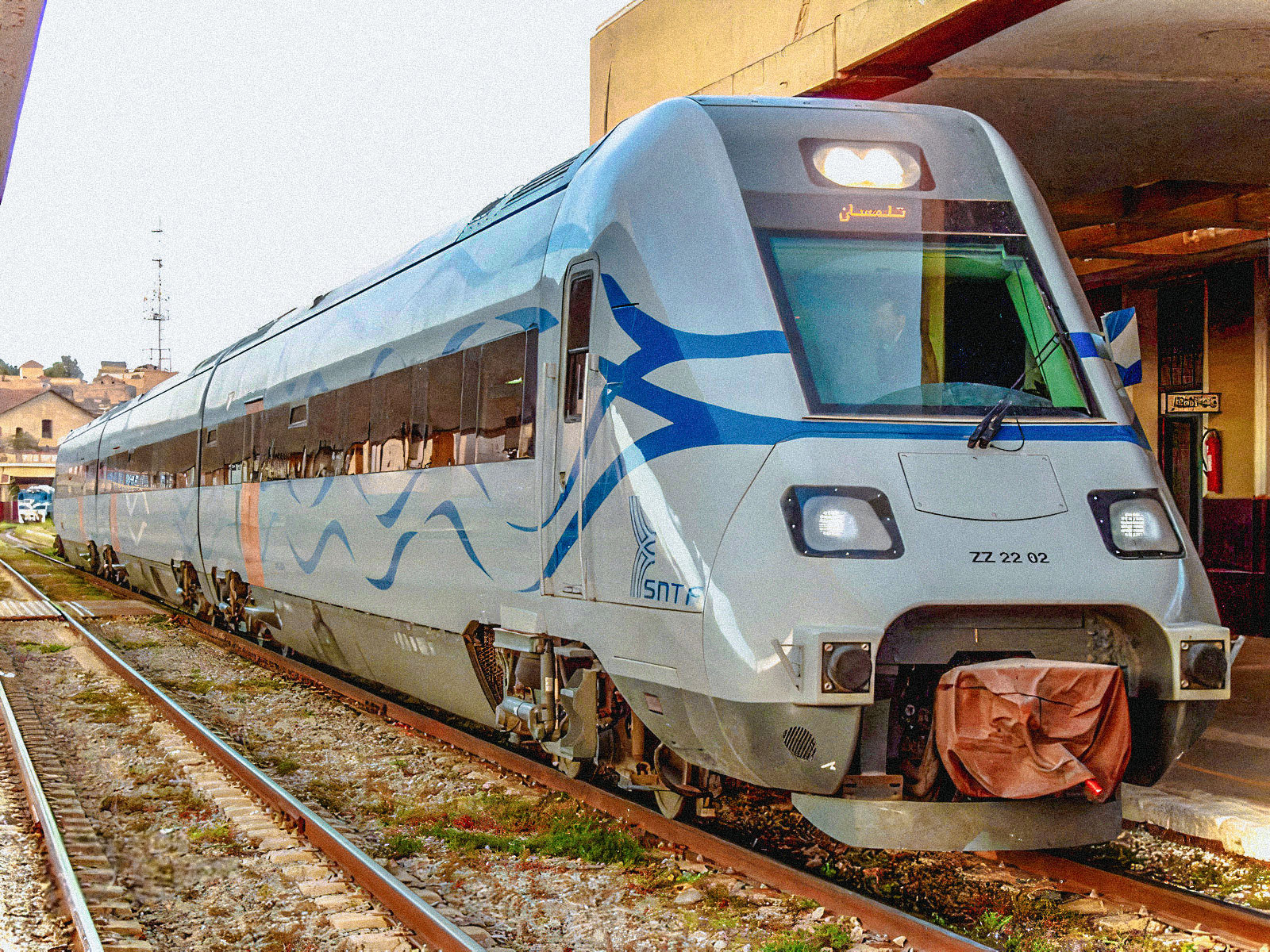
الشركة الوطنية للنقل بالسكك الحديدية
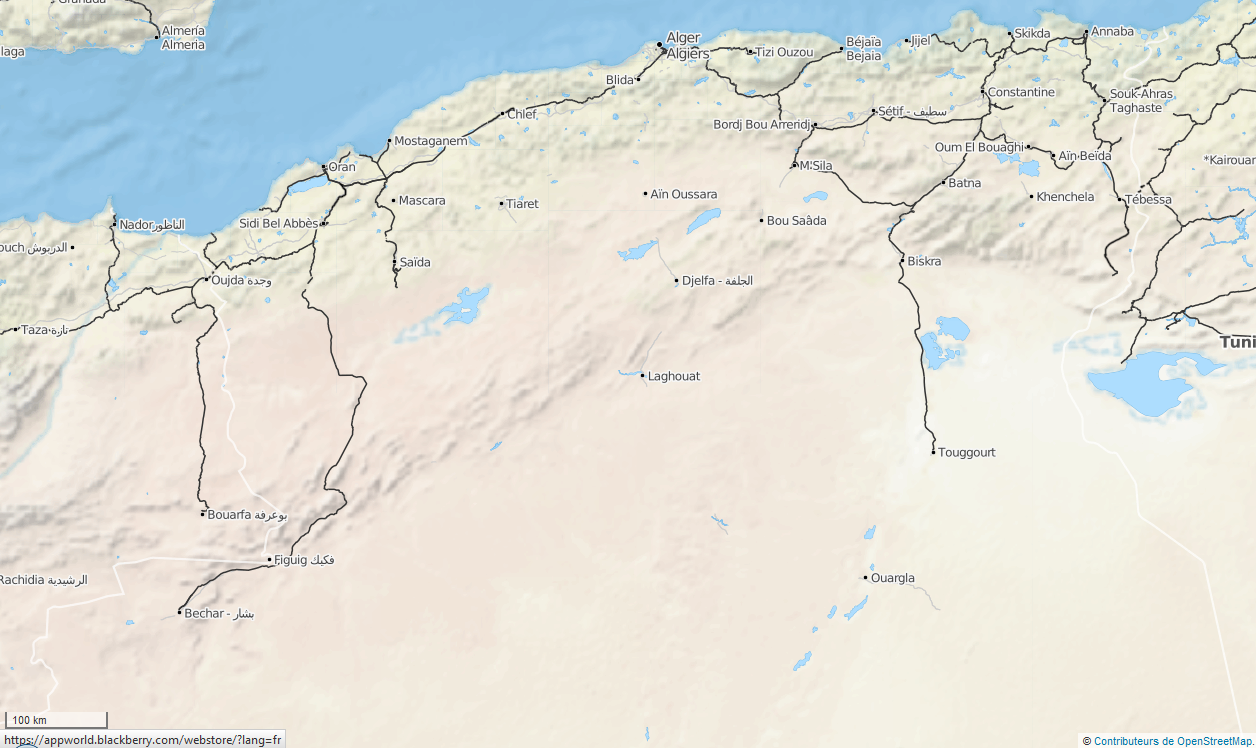
النقل بالسكة الحديدية في الجزائر

### مواضيع ذات صلة
- وزارة النقل الجزائرية
- الشركة الوطنية للنقل بالسكك الحديدية
- النقل في الجزائر
- محطات السكك الحديدية في الجزائر
- النقل بالسكة الحديدية في الجزائر
- تاريخ السكك الحديدية الجزائرية
- قائمة خطوط السكة الحديدية في الجزائر
- الوكالة الوطنية لدراسة ومتابعة إنجاز الاستثمارات في السكك الحديدية
- قائمة محطات القطار في الجزائر
- شركة السكك الحديدية للشرق الجزائري[الفرنسية]
- خط سكة حديد من الجزائر إلى سكيكدة
- خط سكة حديد من بني منصور إلى بجاية[الفرنسية]

### فيديوهات
- محطة قطار الثنية على يوتيوب
- تطوير محطة قطار الثنية على يوتيوب
- خط سكة الحديد قرب محطة قطار الثنية على يوتيوب

### وصلات خارجية
- الموقع الرسمي للشركة الوطنية للنقل بالسكك الحديدية